# 리스테린

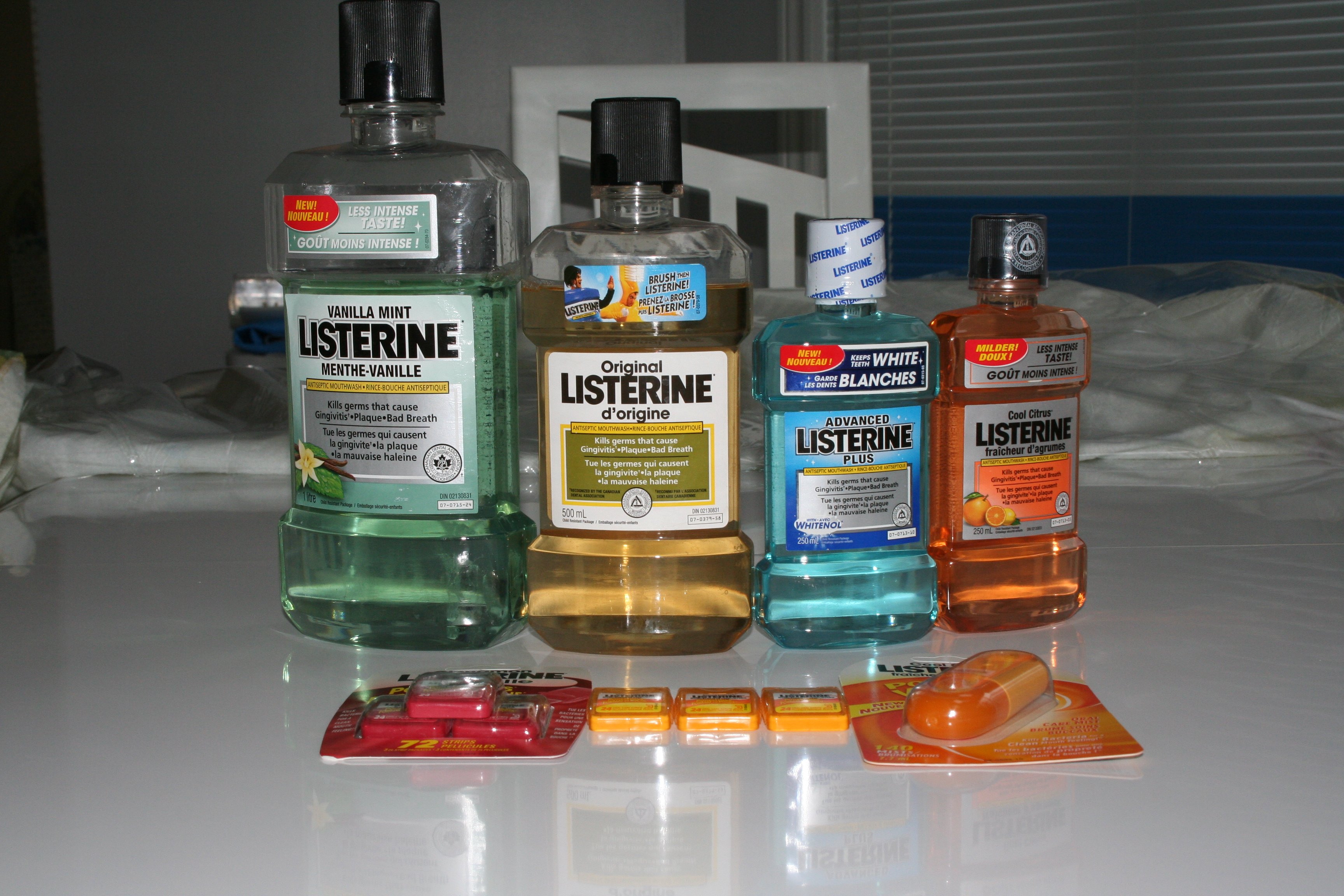
리스테린

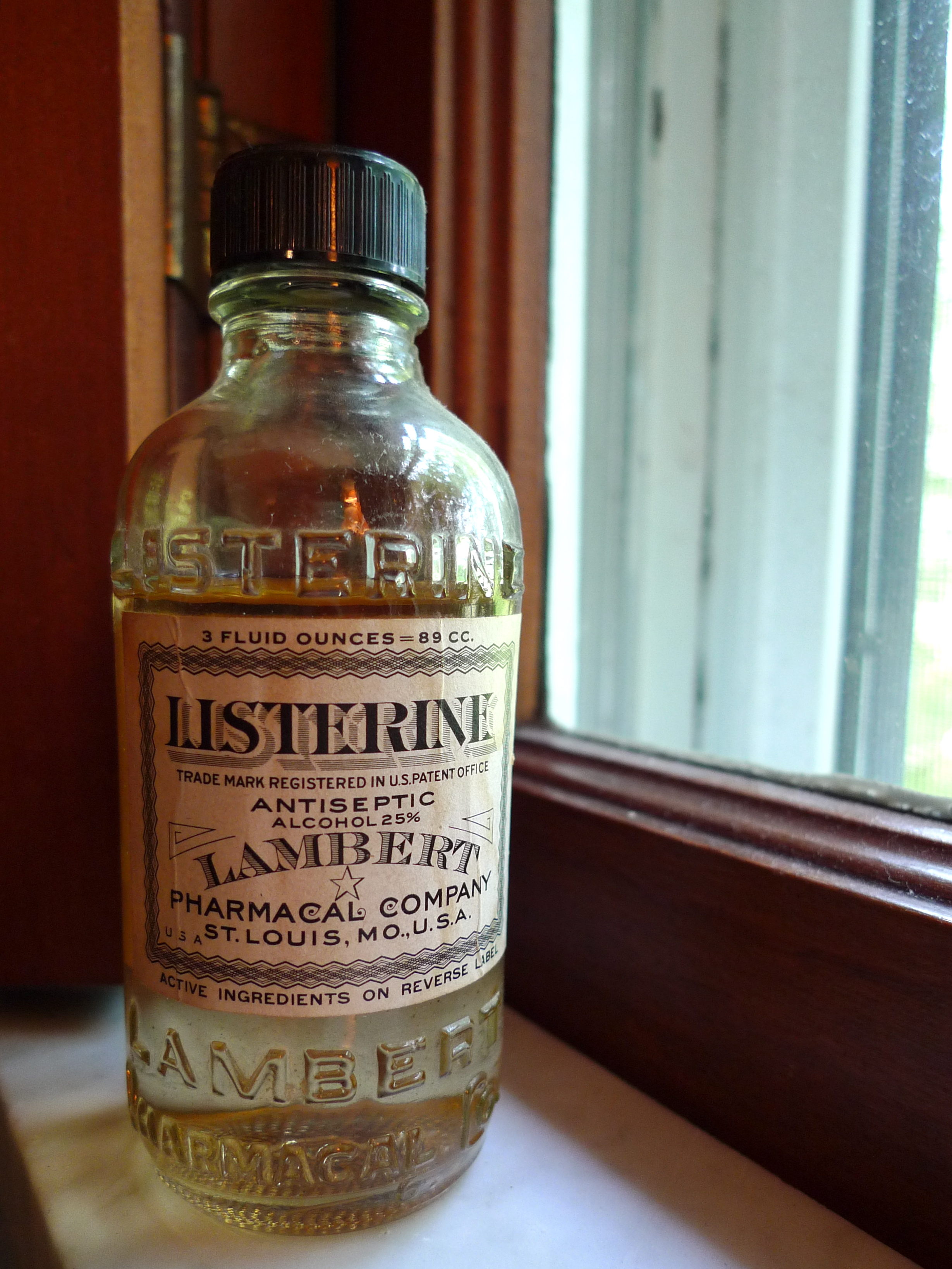
종이 레이블이 별도로 부착되어 있는 유리병 타입의 리스테린의 모습. 이 리스테린 제품은 1920년대 이후부터 제조되었던 것으로 추정하고 있다.

리스테린(Listerine)은 세계적으로 유명한 구강 세정제 브랜드이자 세계최초의 구강세정제이며 제품명은 조셉 리스터의 이름에서 유래되었다. 입냄새 등을 억제해 주는 특이한 성분을 가진 약물로, 법적상 일반의약품이 아닌 의약외품으로 취급하고 있다. 양치질을 할 시간이 없는 이용자들에게는 좋은 대체품이 될 수 있지만 양치를 완벽하게 대체하기엔 부족하므로 더 좋은 효과를 얻기 위해서는 양치질 이후 사용하는 것을 권한다. 조지프 조슈아 로런스가 발명한 후 화이자에서 생산하였으나 존슨앤드존슨에 매각되었다. 리스테린이라는 상표명은 다른 상품에도 적용되는데 치약, 화이트닝 린스, 불소 린스 등 다양한 예가 있다.

## 여담
EBS 1TV의 어린이 전문 예능 프로그램인 생방송 톡!톡! 보니하니에서 프로그램 내에 '먹니'라는 캐릭터를 맡고 있던 희극인 박동근이 '하니'를 맡은 그룹 버스터즈의 채연에게 리스테린 냄새가 난다는 등의 욕설이 섞인 부적절한 발언을 하여 논란이 되었다.

## 같이 보기
- 구강 세정제
- 가그린
- 생방송 톡!톡! 보니하니